# Квинт Цецилије Метел Кретик
Квинт Цецилије Метек Кретик (око 135. п. н. е. – касне 50-те п. н. е.) био је римски конзул и војсковођа. 

## Биографија
Припадао је Метелима, једној од најугледнијих римских породица чији су чланови, чак и у наводима савременика, били "претплаћени" на места конзула. Деда му је био конзул Квинт Цецилије Метел Македонац, а отац конзул Гај Цецилије Метел Капрарије.
И сам Метел, који је припадао странци оптимата, могао је рачунати на успешну политичку каријеру. Године 74. п. н. е. је изабран за претора, а године 73. п. н. е. за понтифекса што је остао до смрти. Метелова сестра Цецилија Метела се, пак, удала за Гаја Вера, злогласног гувернера Сицилије, па је зато Метел био Веров савезник. Због тога је био жестоко нападнут од Цицерона у знаменитом судском процесу 70. године п. н. е. током кога је Вер био присиљен на изгнанство у Масилију.
Тај процес, међутим, није превише нашкодио Метелу, који је године 69. п. н. е. изабран за конзула. Мандат му је био за време Трећег митридатског рата, током кога је острво Крета постало једно од главних извора људства за Митридата, односно једно од главних упоришта пирата који су тада представљали велики проблем за поморски промет и трговину на Медитерану. Након што је његов колега Квинт Хортензије одбио да преузме команду за поход на Крит, она је припала Метелу. Након што се искрцао, Метел је успео заузети неколико градова. Крићани су због тога године 67. п. н. е. послали изасланство Помпеју молећи га да преузме команду како би му се могли предати и тако испословати блаже услове. Помпеј је прихватио понуду и у њихово име потписао мировни споразум, те наложио Метелу да напусти острво. Метел је, пак, одбио тај налог и на острву остао док и сам није испословао нови споразум. Када се вратио, тек је 62. године п. н. е. успео испословати тријумф, након кога је стекао надимак "Крићанин". Он и Помпеј су до краја живота остали љути политички супарници.